# Grande Prêmio da Áustria de 1999
Resultados do Grande Prêmio da Áustria de Fórmula 1 realizado em A1-Ring em 25 de julho de 1999. Foi a nona etapa da temporada e teve como vencedor o britânico Eddie Irvine, da Ferrari, que subiu ao pódio ladeado por David Coulthard e Mika Häkkinen, pilotos da McLaren-Mercedes.

## Classificação da prova

### Treino oficial
| Pos.                      | Nº | Piloto                | Construtor         | Tempo    | Diferença |
| ------------------------- | -- | --------------------- | ------------------ | -------- | --------- |
| 1                         | 1  | Mika Häkkinen         | McLaren-Mercedes   | 1:10.954 |           |
| 2                         | 2  | David Coulthard       | McLaren-Mercedes   | 1:11.153 | + 0.199   |
| 3                         | 4  | Eddie Irvine          | Ferrari            | 1:11.973 | + 1.019   |
| 4                         | 8  | Heinz-Harald Frentzen | Jordan-Mugen/Honda | 1:12.266 | + 1.312   |
| 5                         | 16 | Rubens Barrichello    | Stewart-Ford       | 1:12.342 | + 1.388   |
| 6                         | 17 | Johnny Herbert        | Stewart-Ford       | 1:12.488 | + 1.534   |
| 7                         | 3  | Mika Salo             | Ferrari            | 1:12.514 | + 1.560   |
| 8                         | 6  | Ralf Schumacher       | Williams-Supertec  | 1:12.515 | + 1.561   |
| 9                         | 22 | Jacques Villeneuve    | BAR-Supertec       | 1:12.833 | + 1.879   |
| 10                        | 10 | Alexander Wurz        | Benetton-Playlife  | 1:12.850 | + 1.896   |
| 11                        | 7  | Damon Hill            | Jordan-Mugen/Honda | 1:12.901 | + 1.947   |
| 12                        | 9  | Giancarlo Fisichella  | Benetton-Playlife  | 1:12.924 | + 1.970   |
| 13                        | 19 | Jarno Trulli          | Prost-Peugeot      | 1:12.999 | + 2.045   |
| 14                        | 5  | Alessandro Zanardi    | Williams-Supertec  | 1:13.101 | + 2.147   |
| 15                        | 23 | Ricardo Zonta         | BAR-Supertec       | 1:13.172 | + 2.218   |
| 16                        | 12 | Pedro Paulo Diniz     | Sauber-Petronas    | 1:13.223 | + 2.269   |
| 17                        | 11 | Jean Alesi            | Sauber-Petronas    | 1:13.226 | + 2.272   |
| 18                        | 18 | Olivier Panis         | Prost-Peugeot      | 1:13.457 | + 2.503   |
| 19                        | 20 | Luca Badoer           | Minardi-Ford       | 1:13.606 | + 2.652   |
| 20                        | 15 | Toranosuke Takagi     | Arrows             | 1:13.641 | + 2.687   |
| 21                        | 14 | Pedro de La Rosa      | Arrows             | 1:14.139 | + 3.185   |
| 22                        | 21 | Marc Gené             | Minardi-Ford       | 1:14.363 | + 3.409   |
| Limite dos 107%: 1:15.921 |    |                       |                    |          |           |
| Fonte:                    |    |                       |                    |          |           |

### Corrida
| Pos.   | Nº | Piloto                | Construtor         | Voltas | Tempo/Diferença | Grid | Pontos |
| ------ | -- | --------------------- | ------------------ | ------ | --------------- | ---- | ------ |
| 1      | 4  | Eddie Irvine          | Ferrari            | 71     | 1:28:12.438     | 3    | 10     |
| 2      | 2  | David Coulthard       | McLaren-Mercedes   | 71     | + 0.313         | 2    | 6      |
| 3      | 1  | Mika Häkkinen         | McLaren-Mercedes   | 71     | + 22.282        | 1    | 4      |
| 4      | 8  | Heinz-Harald Frentzen | Jordan-Mugen/Honda | 71     | + 52.803        | 4    | 3      |
| 5      | 10 | Alexander Wurz        | Benetton-Playlife  | 71     | + 1:06.358      | 10   | 2      |
| 6      | 12 | Pedro Paulo Diniz     | Sauber-Petronas    | 71     | + 1:10.933      | 16   | 1      |
| 7      | 19 | Jarno Trulli          | Prost-Peugeot      | 70     | + 1 volta       | 13   |        |
| 8      | 7  | Damon Hill            | Jordan-Mugen/Honda | 70     | + 1 volta       | 11   |        |
| 9      | 3  | Mika Salo             | Ferrari            | 70     | + 1 volta       | 7    |        |
| 10     | 18 | Olivier Panis         | Prost-Peugeot      | 70     | + 1 volta       | 18   |        |
| 11     | 21 | Marc Gené             | Minardi-Ford       | 70     | + 1 volta       | 22   |        |
| 12     | 9  | Giancarlo Fisichella  | Benetton-Playlife  | 68     | Motor           | 12   |        |
| 13     | 20 | Luca Badoer           | Minardi-Ford       | 68     | + 3 voltas      | 19   |        |
| 14     | 17 | Johnny Herbert        | Stewart-Ford       | 67     | + 4 voltas      | 6    |        |
| 15     | 23 | Ricardo Zonta         | BAR-Supertec       | 63     | Embreagem       | 15   |        |
| Ret    | 16 | Rubens Barrichello    | Stewart-Ford       | 55     | Motor           | 5    |        |
| Ret    | 11 | Jean Alesi            | Sauber-Petronas    | 49     | Pane seca       | 17   |        |
| Ret    | 14 | Pedro de La Rosa      | Arrows             | 38     | Spun off        | 21   |        |
| Ret    | 5  | Alessandro Zanardi    | Williams-Supertec  | 35     | Pane seca       | 14   |        |
| Ret    | 22 | Jacques Villeneuve    | BAR-Supertec       | 34     | Semieixo        | 9    |        |
| Ret    | 15 | Toranosuke Takagi     | Arrows             | 25     | Motor           | 20   |        |
| Ret    | 6  | Ralf Schumacher       | Williams-Supertec  | 8      | Spun off        | 8    |        |
| Fonte: |    |                       |                    |        |                 |      |        |

## Tabela do campeonato após a corrida
| Pos. | Piloto                | Pontos |
| ---- | --------------------- | ------ |
| 1    | Mika Häkkinen         | 44     |
| 2    | Eddie Irvine          | 42     |
| 3    | Michael Schumacher    | 32     |
| 4    | Heinz-Harald Frentzen | 29     |
| 5    | David Coulthard       | 28     |

| Pos. | Construtor         | Pontos |
| ---- | ------------------ | ------ |
| 1    | Ferrari            | 74     |
| 2    | McLaren-Mercedes   | 72     |
| 3    | Jordan-Mugen/Honda | 34     |
| 4    | Williams-Supertec  | 19     |
| 5    | Benetton-Playlife  | 16     |

- Nota: Somente as primeiras cinco posições estão listadas.